# Операция «Redwing»
Операция «Редвинг» (англ. Redwing) — четырнадцатая по счету серия ядерных испытаний в США, переведённая в 1956 году на атоллах Бикини и Эниветок. В ходе операции испытывались как мощные термоядерные взрывы, так и довольное слабые атомные, заряды которых являлись первыми ступенями к водородным бомбам. Главной особенностью операции был первый в США сброс термоядерной бомбы с самолёта.

## Задачи
Основная задача операции — испытания новых типов термоядерных зарядов, зарядов второго поколения. Также испытывались и первичные заряды для термоядерных бомб, боеголовки к ракетам ПВО. При проведении испытаний, было уделено вниманию контролю за мощностью и радиоактивными осадками. Операция Касл сопровождалась выбросом в атмосферу большое количество радиоактивных частиц, что впоследствии учитывалось при планировании испытаний новых мощных термоядерных зарядов.

## Особенности
20 мая в ходе операции впервые в США была сброшена водородная бомба с самолёта носителя (взрыв Cherokee), энерговыделение составило 3,8 Мт. Стоит отметить, что в ходе операции испытывали трехстадийный (грязный) термоядерный заряд (Redwing Tewa), энерговыделение составило 5 Мт. Операция предусматривала испытания на двух атоллах — Эниветок и на Бикини, таким образом, на атолле Бикини проводили мощные взрывы, а на Эниветок слабые (преимущественно атомные). В ходе операции были проведены испытания боеголовки Mk-28, в различных модификациях, а также бомбы B41. Взрывы были названы именами индейских племён, а также названиями птиц и музыкальных инструментов.

## Список ядерных взрывов операции Redwing
| Испытания | Дата                    | Место |  | Высота                  | Мощность | Замечания | Изображение |
| --------- | ----------------------- | --- |  | ----------------------- | -------- | --------- | ----------- |
| Lacrosse  | 4 мая 1956 18:25:29.9   | Тихоокеанский испытательный полигон, Runit (Yvonne), Эниветок 11°33′14″ с. ш. 162°20′53″ в. д.              |  | 5 м твёрдая поверхность | 40 кт    |           |             |
| Cherokee  | 20 мая 1956 17:50:38.7  | Тихоокеанский испытательный полигон, Namu (Charlie), атолл Бикини 11°44′23″ с. ш. 165°20′23″ в. д.          |  | 1320 м сброс с самолёта | 3,8 Мт   |           |             |
| Zuni      | 27 мая 1956 17:56:00.3  | Тихоокеанский испытательный полигон, Eninmen (Tare), атолл Бикини 11°30′12″ с. ш. 165°22′14″ в. д.          |  | 3 м твёрдая поверхность | 3,5 Мт   |           |             |
| Yuma      | 27 мая 1956 19:56:??    | Тихоокеанский испытательный полигон, Aomon (Sally), Эниветок 11°36′56″ с. ш. 162°19′10″ в. д.               |  | 60 м башня              | 190 т    |           |             |
| Erie      | 30 мая 1956 18:15:29.3  | Тихоокеанский испытательный полигон, Runit (Yvonne), Эниветок 11°32′24″ с. ш. 162°21′29″ в. д.              |  | 90 м башня              | 14,9 кт  |           |             |
| Seminole  | 6 июня 1956 00:55:30.0  | Тихоокеанский испытательный полигон, Bokon (Irene), Эниветок 11°40′20″ с. ш. 162°12′37″ в. д.               |  | 2 м твёрдая поверхность | 13,7 кт  |           |             |
| Blackfoot | 11 июня 1956 18:26:00.3 | Тихоокеанский испытательный полигон, Runit (Yvonne), Эниветок 11°32′46″ с. ш. 162°21′09″ в. д.              |  | 60 м башня              | 8 кт     |           |             |
| Flathead  | 11 июня 1956 18:26:00.1 | Тихоокеанский испытательный полигон, NE Lagoon, атолл Бикини 11°36′00″ с. ш. 165°27′05″ в. д.               |  | 4,5 м баржа             | 365 кт   |           |             |
| Kickapoo  | 13 июня 1956 23:26:??   | Тихоокеанский испытательный полигон, Aomon (Sally), Эниветок 11°36′56″ с. ш. 162°19′10″ в. д.               |  | 90 м башня              | 1,5 кт   |           |             |
| Osage     | 16 июня 1956 01:13:53.1 | Тихоокеанский испытательный полигон, Runit (Yvonne), Эниветок 11°32′37″ с. ш. 162°21′15″ в. д.              |  | 210 м сброс с самолёта  | 1,7 кт   |           |             |
| Inca      | 21 июня 1956 21:26:??   | Тихоокеанский испытательный полигон, Rujoru (Pearl), Эниветок 11°37′42″ с. ш. 162°17′18″ в. д.              |  | 60 м башня              | 15,2 кт  |           | 200px       |
| Dakota    | 25 июня 1956 18:06:00.2 | Тихоокеанский испытательный полигон, NE Lagoon, атолл Бикини 11°36′10″ с. ш. 165°27′05″ в. д.               |  | 2 м баржа               | 1,1 Мт   |           |             |
| Mohawk    | 2 июля 1956 18:06:??    | Тихоокеанский испытательный полигон, Ebiriru (Ruby), Эниветок 11°37′38″ с. ш. 162°17′38″ в. д.              |  | 90 м башня              | 360 кт   |           |             |
| Apache    | 8 июля 1956 18:06:00.2  | Тихоокеанский испытательный полигон, Elugelab (Flora), Эниветок 11°39′52″ с. ш. 162°11′40″ в. д.            |  | 2 м баржа               | 1,9 Мт   |           |             |
| Navajo    | 10 июля 1956 17:56:00.3 | Тихоокеанский испытательный полигон, NE Lagoon, атолл Бикини 11°41′15″ с. ш. 165°22′57″ в. д.               |  | 6 м баржа               | 4,5 Мт   |           |             |
| Tewa      | 20 июля 1956 17:46:00.0 | Тихоокеанский испытательный полигон, Yurochi aka Irioj (Dog), атолл Бикини 11°40′44″ с. ш. 165°20′26″ в. д. |  | 4,5 м баржа             | 5 Мт     |           |             |
| Huron     | 21 июля 1956 18:16:00.1 | Тихоокеанский испытательный полигон, Elugelab (Flora), Эниветок 11°40′19″ с. ш. 162°22′09″ в. д.            |  | 2 м баржа               | 250 кт   |           |             |